# 客将
客将（きゃくしょう、かくしょう）は、客分として待遇される武将のこと。主従関係を結んではおらず、家臣（家来）とは異なる。

## 主な事例

### 中国
- 劉備 - 劉表の客将であったと表現される[3]
- 関羽 - 一時期曹操の客将として厚遇され、官渡の戦いにおいて、曹操軍の武将として活躍。顔良と文醜を討ち取ったとされる。

### 日本
- 武田信広 - 松前藩主松前氏（蠣崎氏）の祖。蠣崎季繁の客将であったという[4][5][6]
- 鮭延秀綱 - 小野寺氏の客将であったという[7]
- 一色藤長 - 足利義昭の近習。毛利氏の客将という[8]
- 高山右近 - 前田利家に招かれ、客将になったという[9]
- 内藤如安 - 関ケ原の合戦後に主君小西行長が改易されると、高山右近の斡旋で加賀藩前田家の客将になったという[10]
- 鍋島清房 - 竜造寺氏の客将であったという[11]。
- 車斯忠 - 佐竹氏旧臣。蒲生氏や上杉氏の客将であったという[12]。

## 「客分」とされる例
- 喜連川家（喜連川藩）
- 尼子義久 - 毛利家に「客分」として遇されたという[13]。
- 松井康之 - 細川藤孝の「客分」となったという[14]。
- 宮本武蔵 - 明石藩小笠原家に「客分」として仕えていた[15]。

## 創作における客将
- ウィリバルト・ヨアヒム・フォン・メルカッツ（「銀河英雄伝説」）‐ 敵対国への亡命後に同国軍の現地司令官の庇護下に入る。